# Helmut Swiczinsky
Helmut Swiczinsky (Posen, 13 gennaio 1944 – Vienna, 29 luglio 2025) è stato un architetto austriaco.

## Biografia
Swiczinsky crebbe a Vienna, dove studiò architettura all'Università tecnica e in seguito all'Architectural Association di Londra.
Nel 1968 fondò, insieme a Wolf D. Prix e Michael Holzer, lo studio Coop Himmelb(l)au a Vienna. Impegnò il gruppo nel campo del decostruttivismo e progettò edifici significativi come la nuova sede della Banca Centrale Europea (terminata nel 2014 e inaugurata il 18 marzo 2015).
Swiczinsky fu anche membro permanente dell'Accademia europea delle scienze e delle arti, con sede a Salisburgo.